# Давид-Городоцьке повстання
Давид-Городоцьке повстання (біл. Давыд-Гарадоцкае паўстанне) — виступ селян і міщан у 1648-1650 роках, під час козацько-селянської війни (1648-1651).
Розпочалося 13 жовтня 1648 року виступами селян сіл Будимлі, Бухличі, Вороні, Векаровичі, Старе Село, Струга, міщан Давид-Городка, міста Городець. Повстанці на чолі з давид-городоцьким війтом Іваном Багдашевичем (обраний полковником) створили загони за козацьким зразком. У жовтні-грудні 1648 року повстання охопило всю Давид-Городоцьку волость і сусідню частину Пінського повіту. Селяни грабували маєтки феодалів, знищували документи на права їх володінь та інше. Повстання тривало понад 2 роки, придушене Річчю Посполитою.